# 明石淡路フェリー

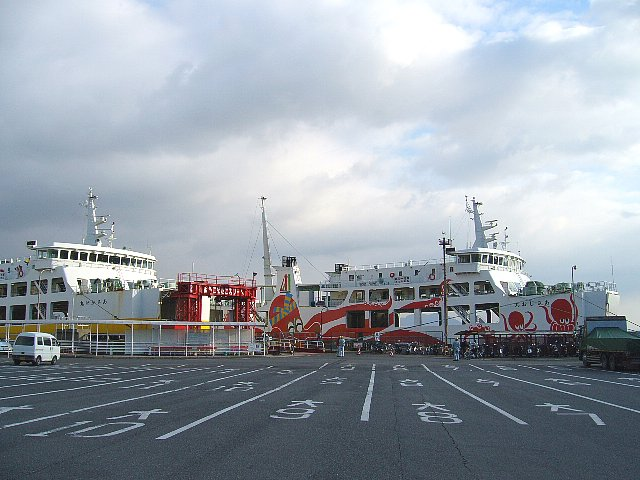
「あさしお丸」（右）と「あさかぜ丸」 - 岩屋港

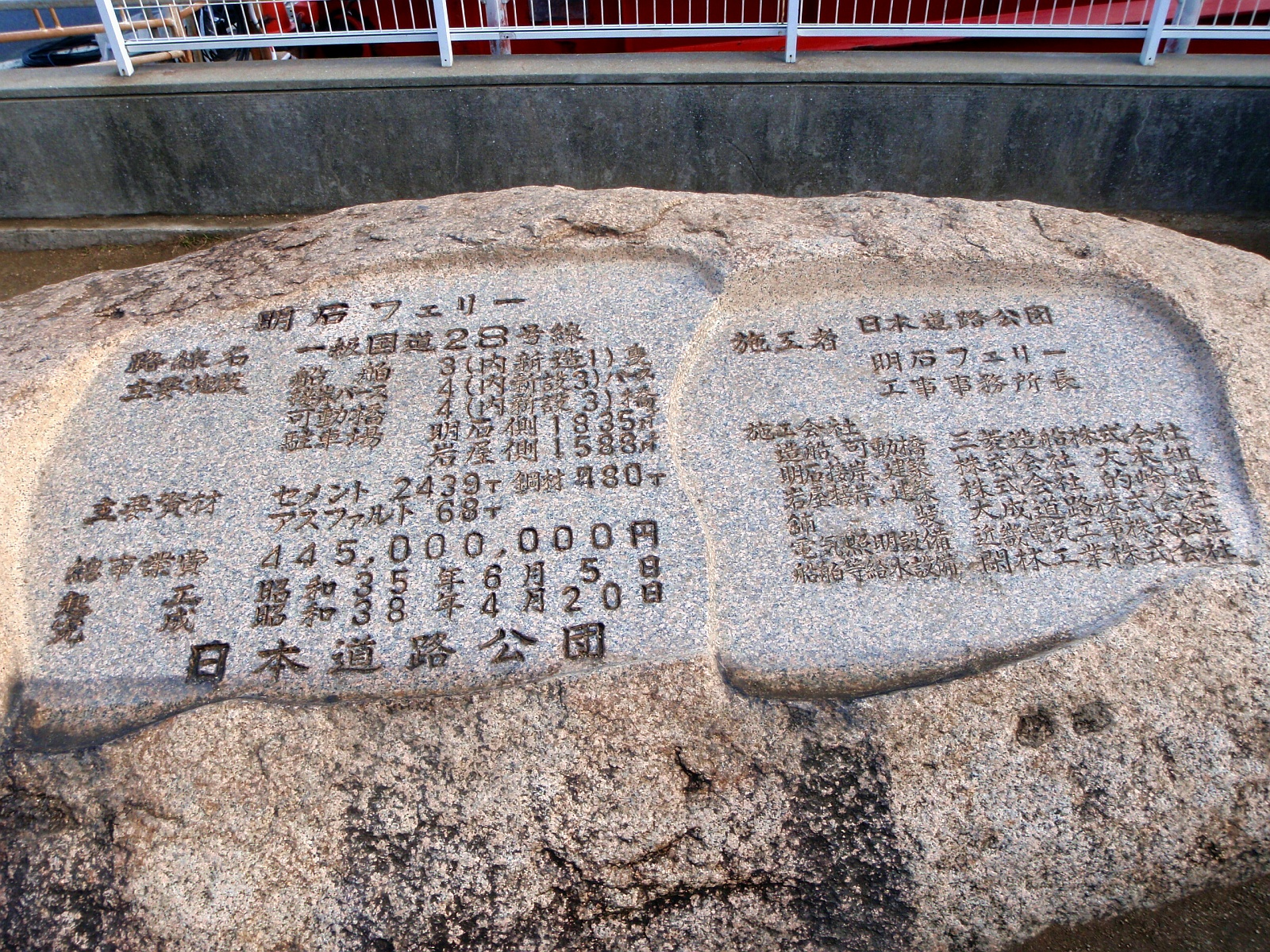
航路の要目が書かれた石碑 - 明石港

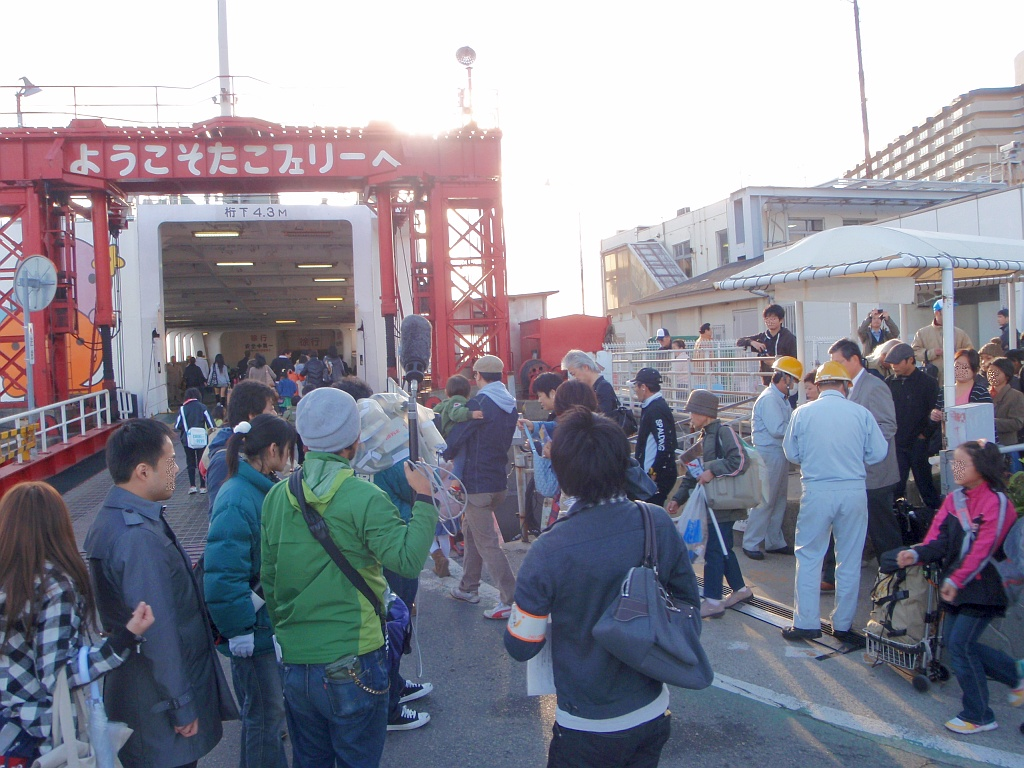
「お別れ乗船」のため混雑する明石港（2010年11月15日撮影）

明石淡路フェリー株式会社（あかしあわじフェリー、英語: Akashi Awaji Ferry Co., Ltd.）は、かつて存在した日本の海運会社である。
民間企業と明石市・淡路市・南あわじ市・洲本市が共同出資した第三セクターで、本社は兵庫県明石市中崎二丁目7番1号、兵庫県の明石港と岩屋港（淡路島）を結ぶフェリー航路を運航していた。「たこフェリー」の愛称で知られた。現在、岩屋港のたこフェリー乗り場は「淡路島タコステ」という商業施設となっている。

## 概要
明石市街地と淡路島を結ぶ最短ルートのひとつであった。また、明石海峡大橋が開通するまでは淡路フェリーとともに自動車交通の要であった。なお、明石海峡大橋が供用されたのちも両区間の往来には遠回りを強いられるほか、自動車専用道路である同橋を通行できない小型バイクなどにも利用されていた。また、定期券も発売されており、淡路島北部から明石市などへの通勤通学など旅客のみでの利用も見られた。
明石海峡名産のタコ（蛸）に因んだ愛称の「たこフェリー」と親しまれて呼ばれ、各船の船体にはオリジナルキャラクター「たこファミリー」が描かれて、キャラクターグッズの販売や明石と淡路を往復する約1時間の特別クルーズなどで増収に努めていた。

## 歴史
1952年6月1日施行の旧道路整備特別措置法により、四国・阪神間の物流ルートである国道28号の海上区間を有料道路とする、兵庫県営の明石フェリーを1954年4月12日に開設。同時に鳴門海峡にも徳島県営の鳴門フェリーが開設された。
1956年の日本道路公団設立に伴い事業譲渡され、1986年まで公団明石フェリーとして運航。その後、関西汽船設立の明岩海峡フェリー（明岩フェリー）へ航路譲渡、さらに明石フェリーへ航路譲渡されたが、明石海峡大橋開通に伴い経営状態が悪化。撤退を決定した同社の事業を引き継ぐため、2000年7月1日に甲子園高速フェリー（→甲子園運輸倉庫、現在はツネイシホールディングスの一部門）、明石市、淡路町（現在の淡路市）などが出資する第三セクターとして現在の明石淡路フェリーが設立された。
明岩フェリー時代には、並行する旅客船航路の播淡聯絡汽船・淡路連絡汽船が運航しない深夜の便を除き旅客のみでの乗船を認めていなかったが、継承後は旅客のみでも乗船できるようになった。
2007年2月以降は本州と淡路島を結ぶ唯一のフェリーとなったが2008年、原油価格の高騰や、明石海峡大橋を含む神戸淡路鳴門自動車道でのETCを利用した各種割引などが原因となった利用客減少による収支悪化を理由として、深夜・早朝便が廃止（終夜運航の廃止）された（これにより深夜の帰宅路が絶たれた淡路市岩屋地区の住民のため、岩屋地区町内会連合会が、岩屋ポートとJR明石駅の区間に明石海峡大橋経由のマイクロバスを運行していた）。
2009年、高速道路の休日終日割引（ETC利用者向けに料金の上限を1,000円とする制度）の影響による利用者の減少を受け、会社は所属する船員らに対し給料の削減を提示した。これに対し船員45人のうち約30％に当たる15人が、同年6月22日までに退職を申し出たことから従来の本数の維持が不可能となり、同月26日から早朝と夕方の便を減便（1日64便→48便）した。その後は再び増便に転じ、2010年3月1日時点では29往復58便を運航していた。

### 航路休止、清算

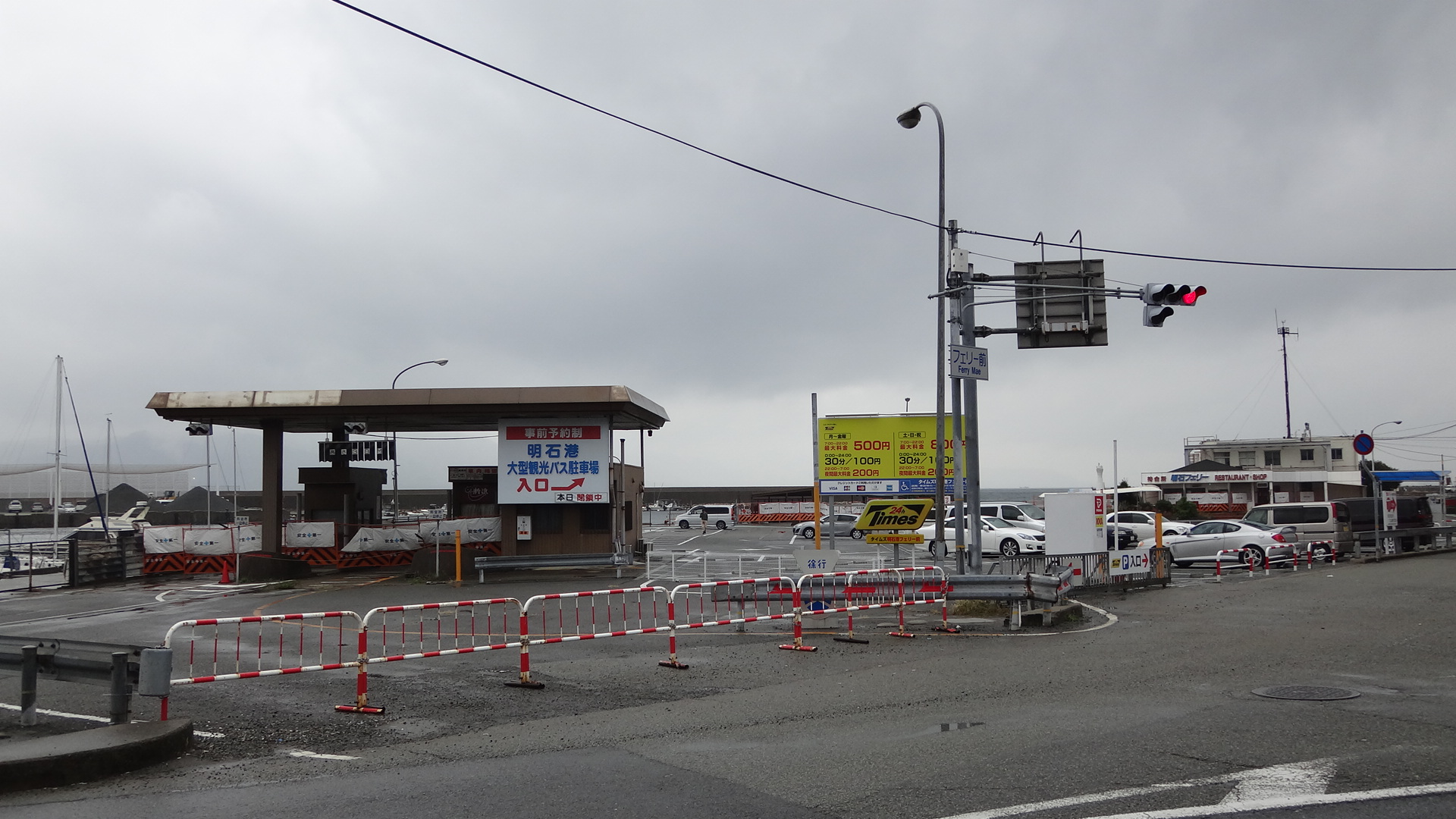
航路廃止後の明石港の様子。建物や施設の解体が進んだほか、待機場はコインパーキングとしても利用されている

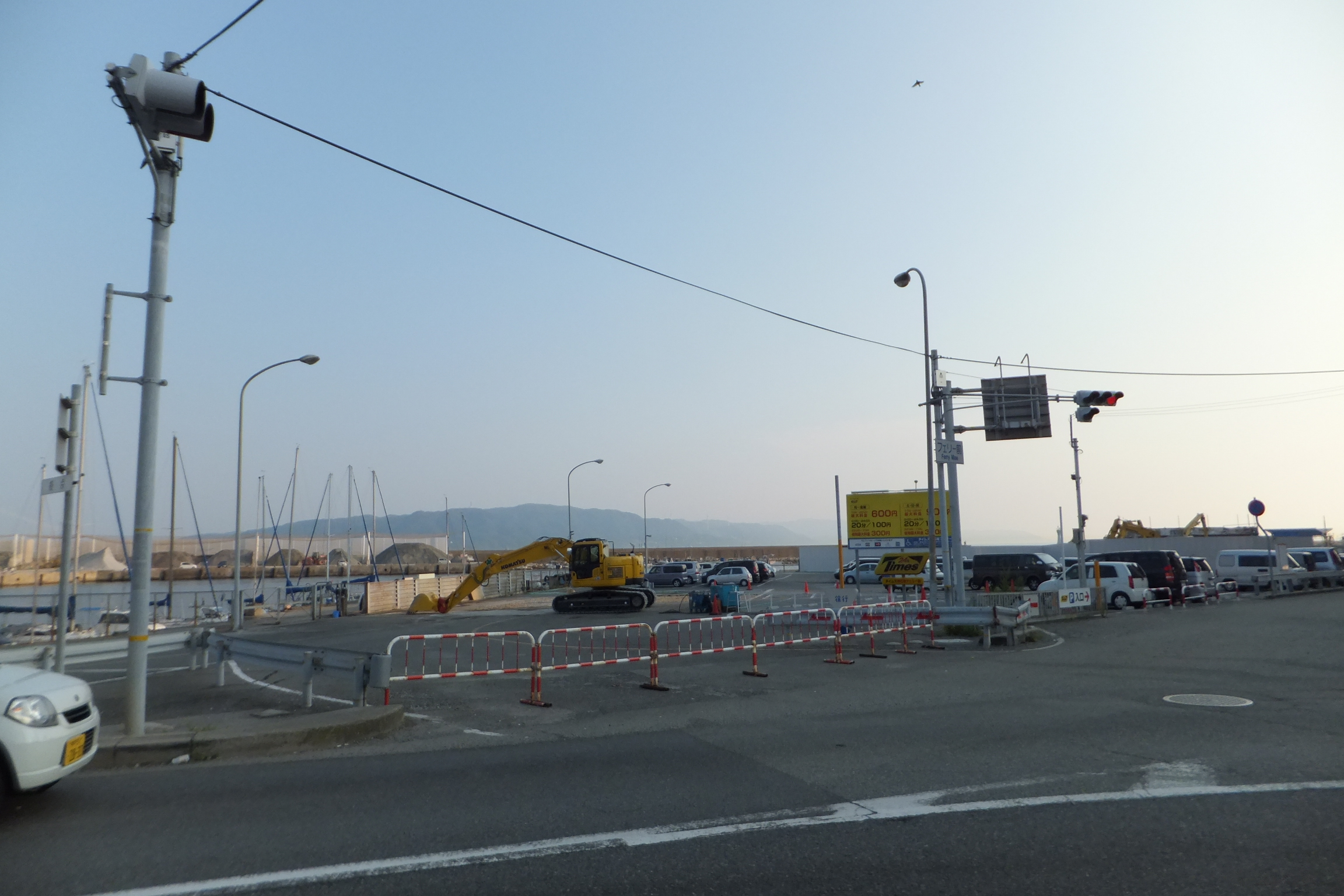
車両航送ゲート撤去後の様子 - 明石港

2010年9月3日、親会社であるツネイシホールディングスは「高速道路割引の影響が大きい」として、他の株主である明石市と淡路市に対し、航路廃止と会社の清算を申し入れたことが明らかになった。これを受けて明石市は並行して高速船を運航する淡路ジェノバラインに対し、当フェリーとの合併・統合を要請したほか、会社清算にさいして従業員の退職金などに充当するため、「あさしお丸」を1億円でタイの会社へ売却する方針を決め、これに伴い9月21日から運航便数が36便に減便となった。
同年10月15日、明石市とフェリー側の協議の結果、11月15日の運航をもって航路を休止することが明らかになった。同日の明石港発17時40分の便をもって営業を終了し、従業員は同日付で解雇となる。なお、同社の負債総額は11月末で4,000万円に達する見通しで、最後に残った「あさかぜ丸」の売却益を負債解消に充当するとした。これにより、高速道路を通行できない車両が自走して本州と淡路島を行き来することができなくなった。
一方、航路休止直前の同年11月、淡路ジェノバラインが航路の運航を承継し2011年3月の運航再開を目指すことを表明した。岸壁など施設使用料の減額や使用する船舶の手配など詳細の交渉が引き続き行われたが、航路復活に意欲的だった明石市長（当時）の北口寛人がフェリー支援についての発言に関して市議会による問責決議を受けたのち2011年4月の選挙に不出馬を決めたことから協議が停滞した。
同年12月24日、ツネイシホールディングスは同日に開かれた明石淡路フェリーの臨時株主総会により、全保有株式の淡路ジェノバラインへの譲渡と、派遣していた役員の退任により、経営から撤退したことを発表した。
航路再開に向け使用する船舶について、明石海峡を横断する当航路に必要な性能を満たすものが、すぐには調達できない状況にあると報道された。
2011年10月20日、淡路ジェノバラインと淡路市・明石市が協議、小型フェリーを購入して排気量125cc以下のバイク・自転車・旅客を対象とした運行を2011年12月1日をめどに運行再開を行う計画があり、このフェリーには普通乗用車5台程度搭載できるが乗用車は搭載せず、乗降場は旧「たこフェリー」乗り場ではなく淡路ジェノバライン乗り場にて行うと報道された。ただフェリー購入資金が明石淡路フェリーの運航休止後の事業清算で生じた残余金を充てることに「ジェノバ社が小型フェリーを購入するのに、たこフェリー（明石淡路フェリー）の金を使うのはおかしい」と明石市長の泉房穂は10月21日の会見にて購入見合わせを求める意向を表明し、また「車を運べないならフェリーではない」「たこフェリー社が取締役会を開いておらず、法的に問題がある」と述べた。
同年10月24日、淡路市の門康彦市長と明石市長の会談により、小型フェリーによる運航再開計画は事実上撤回された。
同年11月16日、航路の運航休止から1年が経過し、第三セクターである会社の解散も考慮されていると報道された。
同年12月27日に再開の断念と第三セクターの解散が議論されたが明石海峡大橋を含む新たな高速道路料金体系が決まる2012年3月まで先送りされていた。しかし、同年5月には、運行再開を断念し会社を解散することが決定した。同月29日付で会社は解散し、清算会社となった。また、同日付で航路の廃止届けが出され、31日後の6月29日付で航路廃止となり、本航路は名実共に、58年の歴史に幕を閉じた。2013年3月27日付で清算終了し、明石淡路フェリー株式会社は完全消滅した。

### 原付輸送再開への動き
2014年1月に神戸市で行われた「明石海峡海上交通に関する協議会」において、2015年夏を目途に明石 - 岩屋間に125cc以下の二輪車・自転車を輸送できる100トン級の高速旅客船を就航させることで関連自治体が合意した。もとより明石海峡大橋は125cc以下の単車は通行できず、またジェノバ社が運航できる車両は自転車30-40台であるため、単車輸送が課題となっていた。
新しい旅客船は淡路市によるプロポーザル入札によりツネイシクラフト&ファシリティーズが4億7520万円で受注し、運航業務は2015年7月1日から5年間の予定で淡路ジェノバラインに委託することになっている。その後、新造船「まりん・あわじ」の就航日が8月2日に決まり、125cc以下の二輪車の航送は明石港浮桟橋完成後の9月23日から開始した。

## 沿革
- 1954年4月12日 - 一級国道28号中、明石市西本町から兵庫県津名郡淡路町岩屋までの区間を有料道路明石フェリーとして[30]、兵庫県が出資し運航開始。事業費は18億400万円[30]。
- 1956年7月1日 - 4月設立の日本道路公団へ事業譲渡[30]。
- 1961年11月3日 - 航送船を増設する[31]。
- 1965年4月1日 - 前年7月の道路法改正に伴い一級国道28号が一般国道28号へ改称。
- 1977年6月30日 - 新船を建造する[32]。
- 1986年11月20日 - 明岩海峡フェリー（関西汽船の子会社）へ航路権譲渡[30][4]。
- 1992年7月 - 明石フェリー（関西汽船の子会社）へ航路権譲渡[4]。
- 2000年7月1日 - 明石淡路フェリーへ事業譲渡（営業権及び資産）[4]。
- 2000年10月1日 - 車なしでの乗船が可能になる。
- 2008年12月1日 - 深夜・早朝便（23時-4時）を廃止。
- 2009年6月26日 - 船員の大量退職により、早朝・夕方の便を減便。
- 2009年12月18日 - あさかぜ丸が新愛称「のりたい号」として新塗装となって就航。
- 2010年3月28日 - あさなぎ丸が業績悪化による売船のため、この日が最終運航。
- 2010年10月3日 - あさしお丸が売却のため最終運航[33]。
- 2010年10月15日 - フェリーの休止を発表[34]。
- 2010年11月16日 - 航路休止（前日の18時まで運航された）。
- 2012年5月29日 - 会社解散。
- 2012年6月29日 - 航路廃止。
- 2013年3月27日 - 清算終了。

## 航路
以下は、休止直前の運航状況。
- 明石港 - 岩屋港 ※国道28号の海上区間を成す。
  - 所要時間：約20分（5時から22時まで、1日32便運航。）

## 船舶

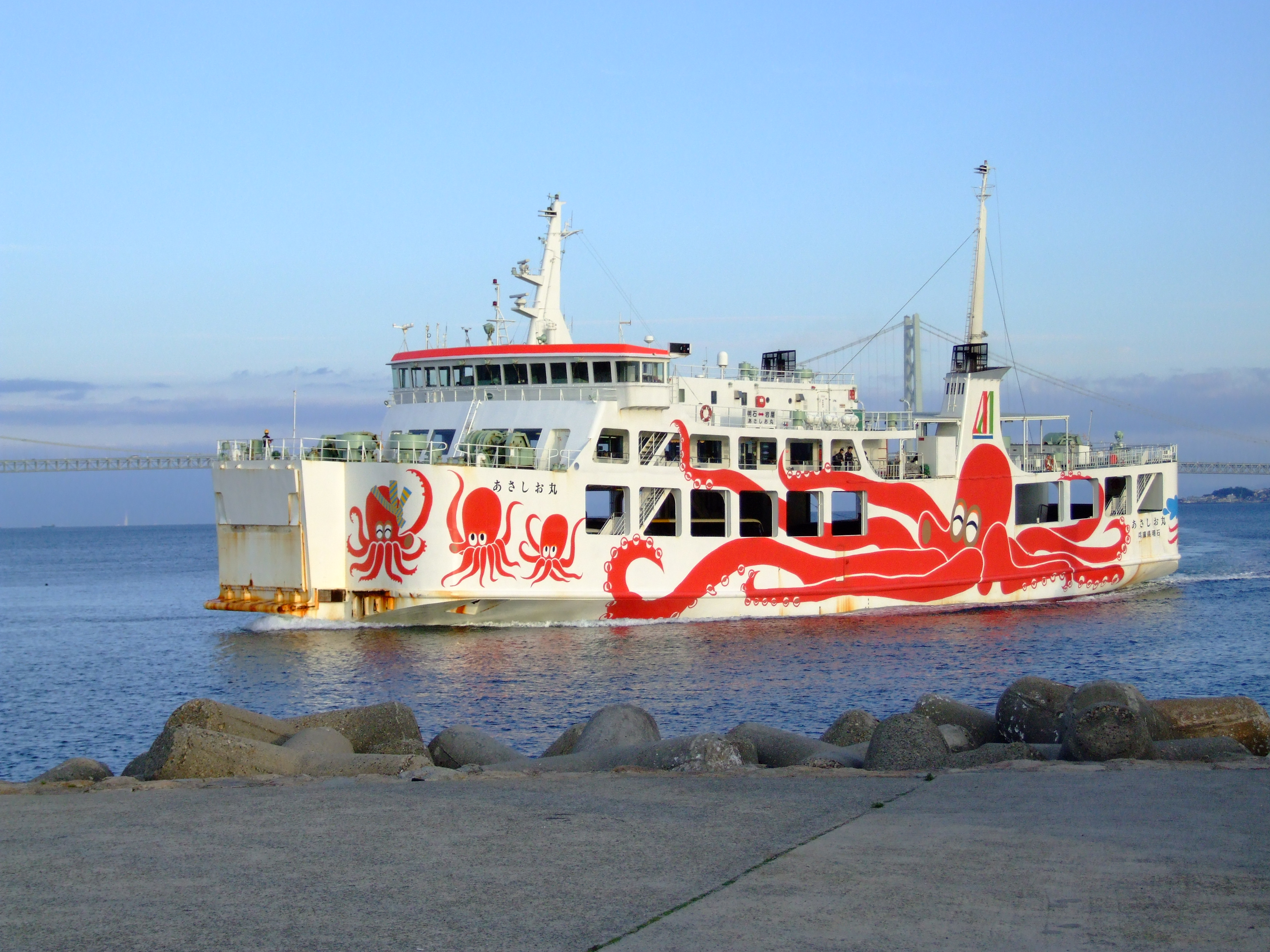
あさしお丸(2代)（明石港）
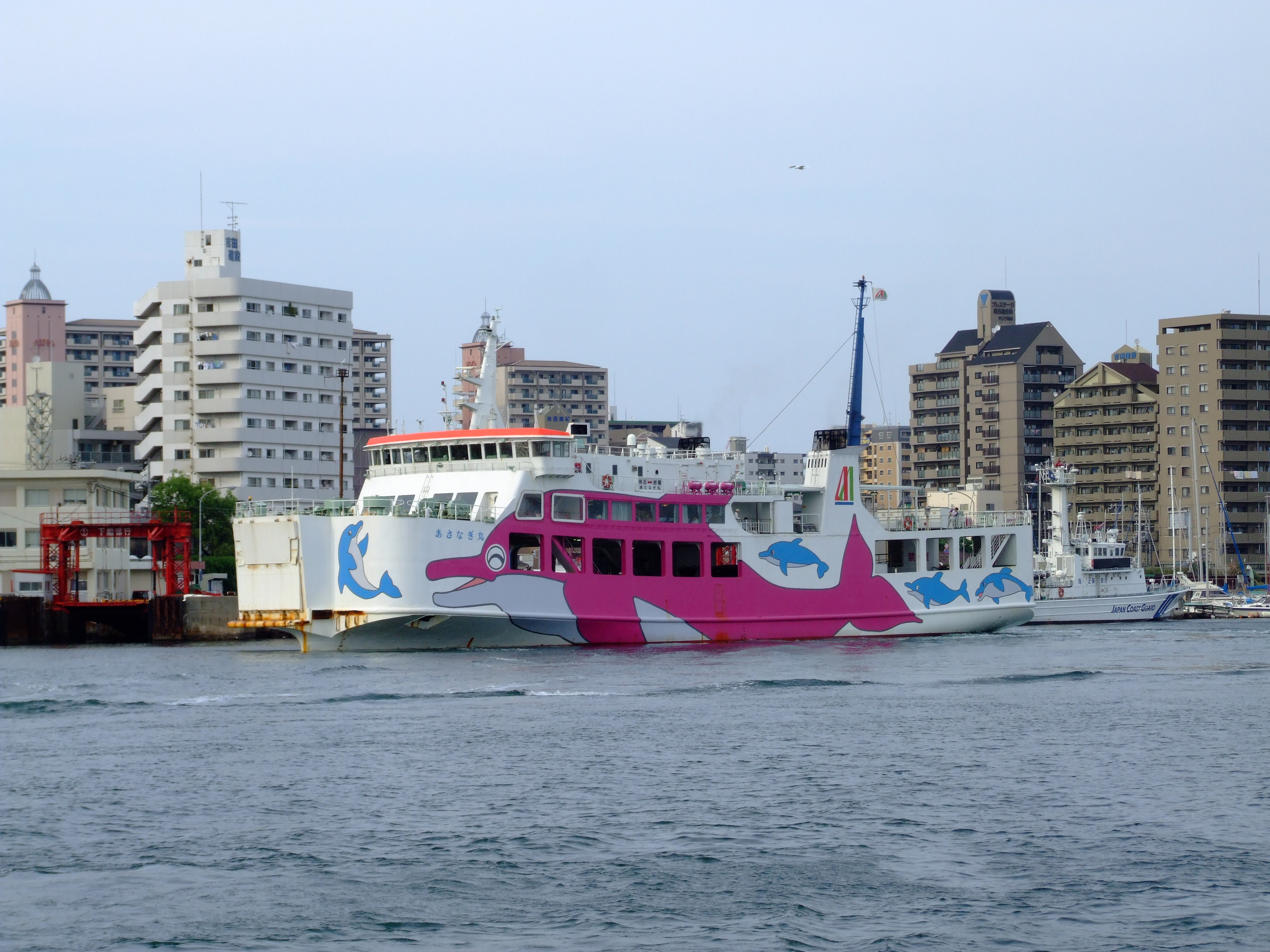
あさなぎ丸(2代)（明石港）

明石フェリー、日本道路公団時代からの全就航船。同一事業者だった鳴門航路の船舶も含む。
- 若潮丸[35]

1953年10月竣工、1954年4月就航、三菱重工業下関造船所建造。1972年日本船舶明細書より削除。
228.93総トン、全長40.7m、型幅8.4m、型深さ3m、ディーゼル、機関出力540ps、航海速力10.5ノット。
旅客定員262名、トラック10台。
- あさぎり丸 (初代)[35]

1953年竣工、1970年引退、1974年解体。若潮丸の同型船。
- あさしお丸 (初代)[35]

1956年1月竣工・就航、大阪造船所建造。1974年日本船舶明細書より削除。
215.61総トン、全長40.3m、型幅8.4m、型深さ3m、ディーゼル、機関出力600ps、航海速力10ノット。
旅客定員248名、トラック10台。
- あさかぜ丸 (初代)[35]

1961年11月竣工・就航、三菱重工業神戸造船所建造。1981年日本船舶明細書より削除。
276.53総トン、全長43.8m、型幅7.2m、型深さ3.5m、ディーゼル、機関出力640ps、航海速力11ノット。
旅客定員240名、トラック7台。
- 若鳥丸[35]

1958年5月竣工・就航、三菱重工業下関造船所建造。1978年日本船舶明細書より削除。
263.47総トン、全長40.9m、型幅8.7m、型深さ3.1m、ディーゼル、機関出力640ps、航海速力10ノット。
旅客定員240名、トラック10台。
- 第二あさぎり丸[36]

1970年3月竣工・同年4月就航、新山本造船建造。1994年淡島運輸経由でホンジュラスに売船。
637.05総トン、全長55.72m、型幅12.00m、型深さ3.80m、ディーゼル2基、機関出力2,000ps、航海速力12.6ノット。
旅客定員250名、5tトラック14台、小型トラック9台。
- 第二あさしお丸[36]

1971年3月竣工、新山本造船建造。1992年日本船舶明細書より削除。
626.44総トン、全長55.72m、型幅12.00m、型深さ3.80m、ディーゼル2基、機関出力2,000ps、航海速力12.5ノット。
旅客定員250名、5tトラック14台、小型車9台。
- 第二あさかぜ丸[36]

1972年4月竣工、臼杵鉄工所臼杵造船所建造。1991年中国に売船。
644.69総トン、全長55.15m、型幅12.00m、型深さ3.75m、ディーゼル2基、機関出力2,000ps、航海速力13.00ノット。
旅客定員250名、5tトラック14台、小型車9台。
- あさなぎ丸 (初代)[36]

1977年6月竣工、三菱重工業神戸造船所建造。1993年日本船舶明細書より削除。
683.40総トン、全長55.95m、型幅12.00m、型深さ4.00m、ディーゼル2基、機関出力3,200ps、航海速力13.1ノット。
旅客定員250名、トラック11台、乗用車4台。
- あさぎり丸 (2代)[37]

1989年6月竣工、サノヤス造船水島製造所建造。2001年中国に売船。
1,274総トン、全長65.00m、型幅14.00m、型深さ4.29m、ディーゼル2基、機関出力4,000ps、航海速力15.0ノット。
旅客定員467名、8tトラック18台、乗用車2台。
- あさかぜ丸 (2代)[37]

1989年9月竣工、新来島どっく大平工場建造。船舶整備公団との共有船。
1,295総トン、全長65.02m、型幅14.00m、型深さ4.30m、ディーゼル2基、機関出力4,000ps、航海速力15.0ノット。
旅客定員467名、8tトラック18台、乗用車2台。
愛称「のりたい号」。パパたこ・たいやんきー、明石のキャラクターなどの図柄が船体に描かれた。
- あさしお丸 (2代)[37]

1989年11月竣工、新来島どっく大平工場建造。船舶整備公団との共有船。2010年10月タイへ売却。
1,293総トン、全長65.02m、型幅14.00m、型深さ4.30m、ディーゼル2基、機関出力4,000ps、航海速力15.0ノット。
旅客定員467名、8tトラック18台、乗用車2台。
晩年はタコのイラストが船体に描かれた。
- あさなぎ丸 (2代)[37]

1991年10月竣工、新来島どっく大平工場建造。2010年4月タイへ売却。
1,347総トン、全長65.02m、型幅14.00m、型深さ4.30m、ディーゼル2基、機関出力4,000ps、航海速力15.0ノット。
旅客定員467名、8tトラック18台、乗用車2台。
晩年はイルカのイラストが船体に描かれた。
- あさしお丸(2代)（明石港）
- あさなぎ丸(2代)（明石港）

あさかぜ丸(2代)

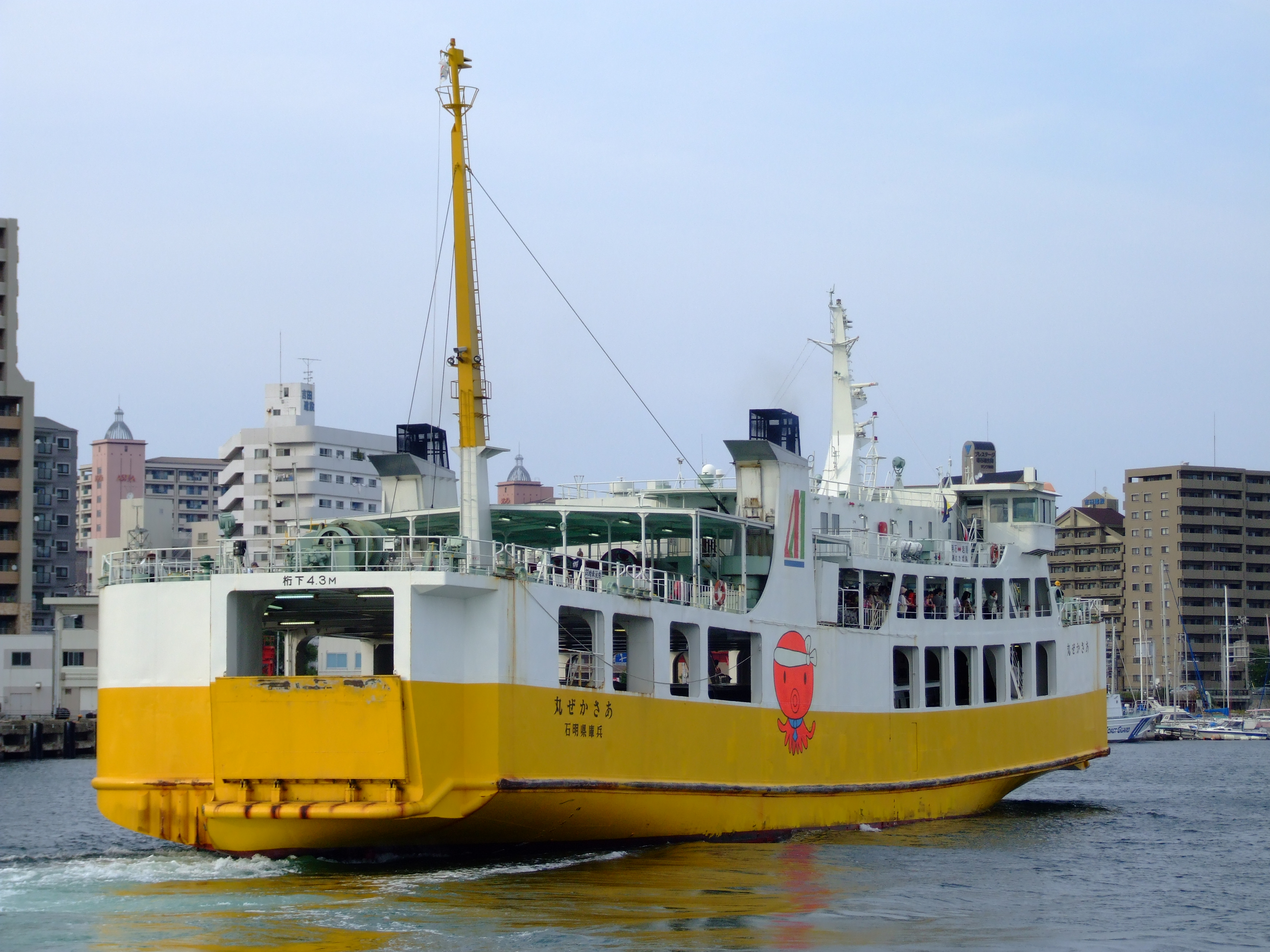
旧塗装時代、右舷に描かれた｢パパたこ｣（明石港）
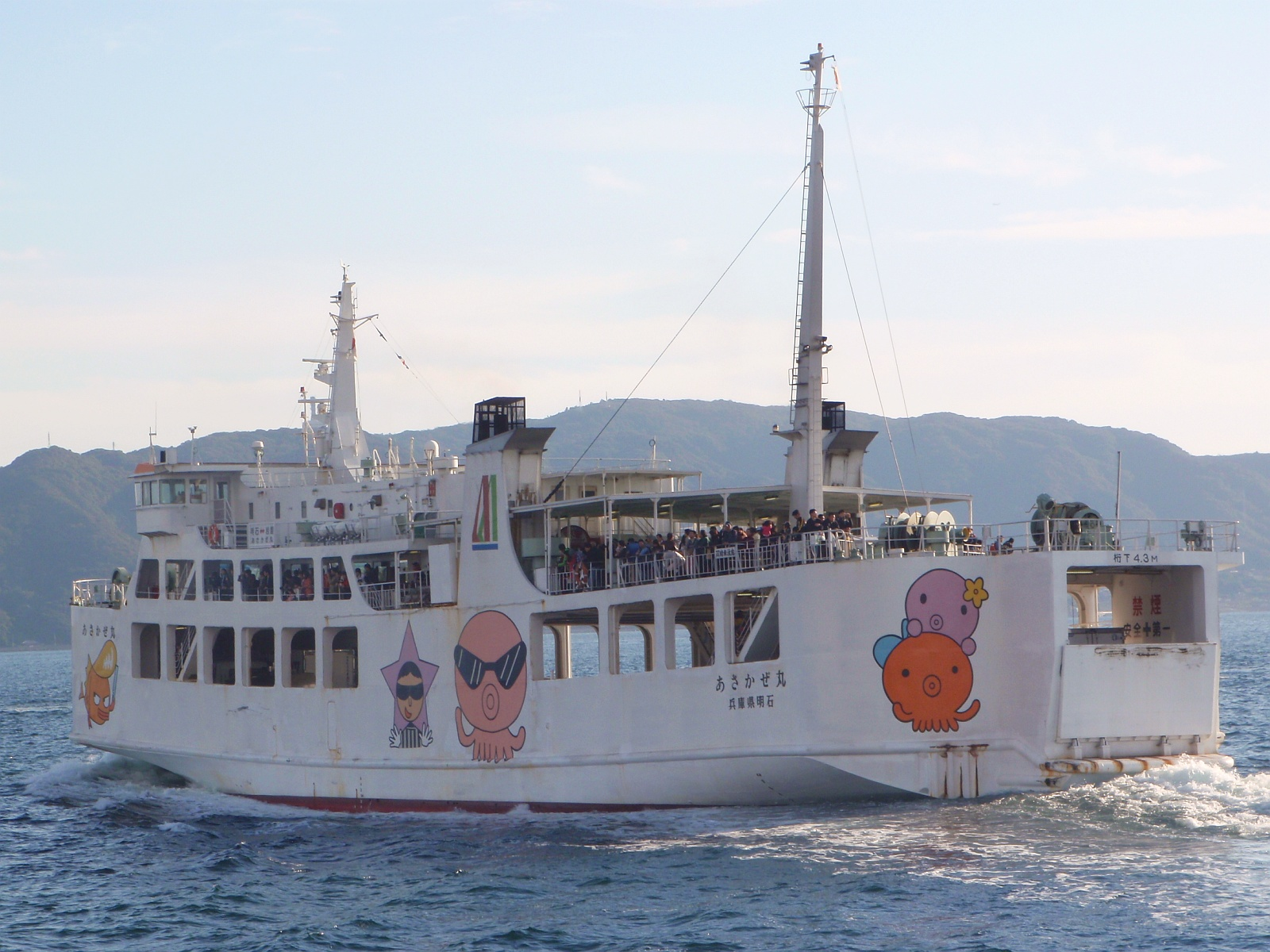
塗装変更後（明石港）
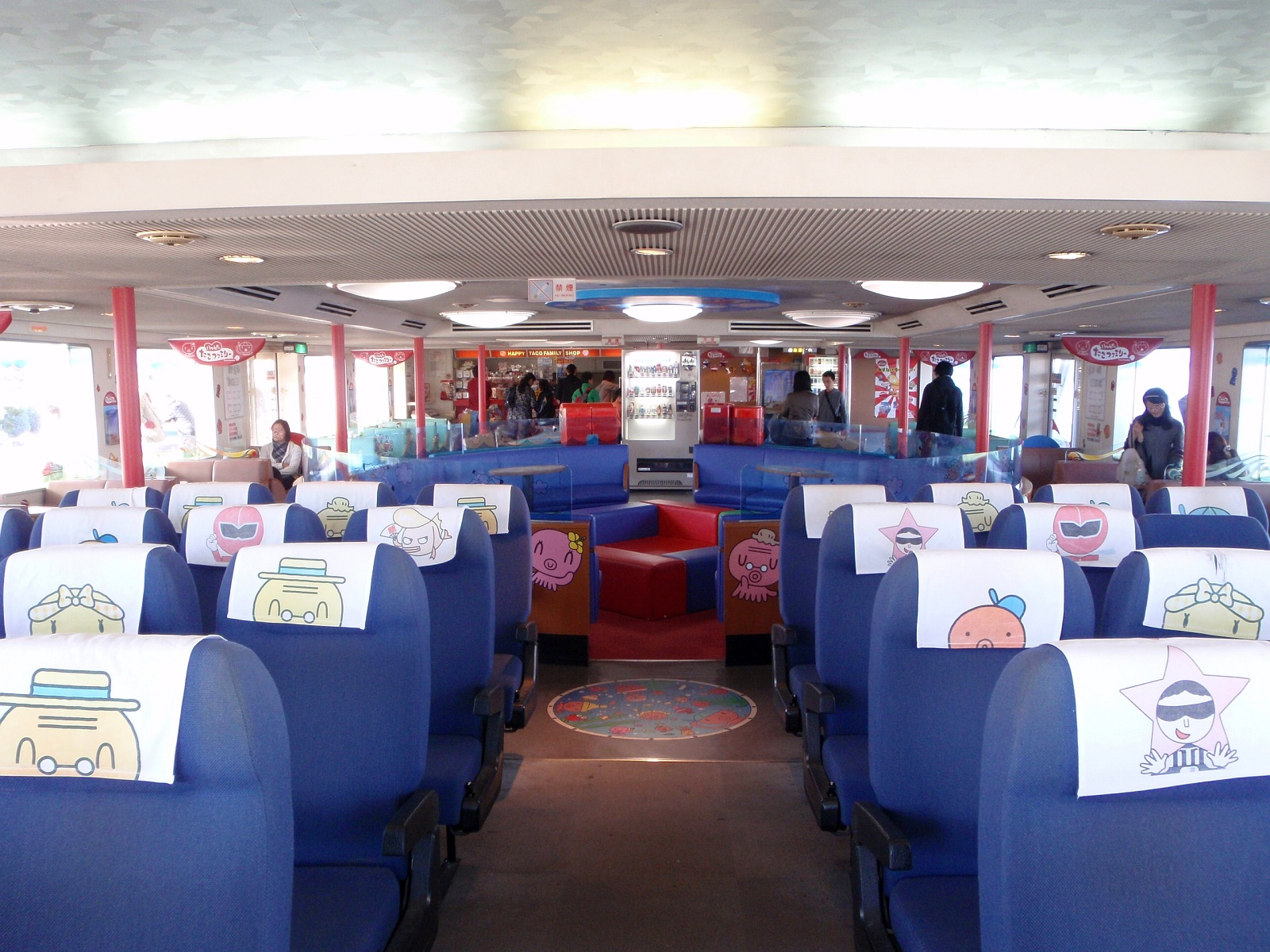
客室
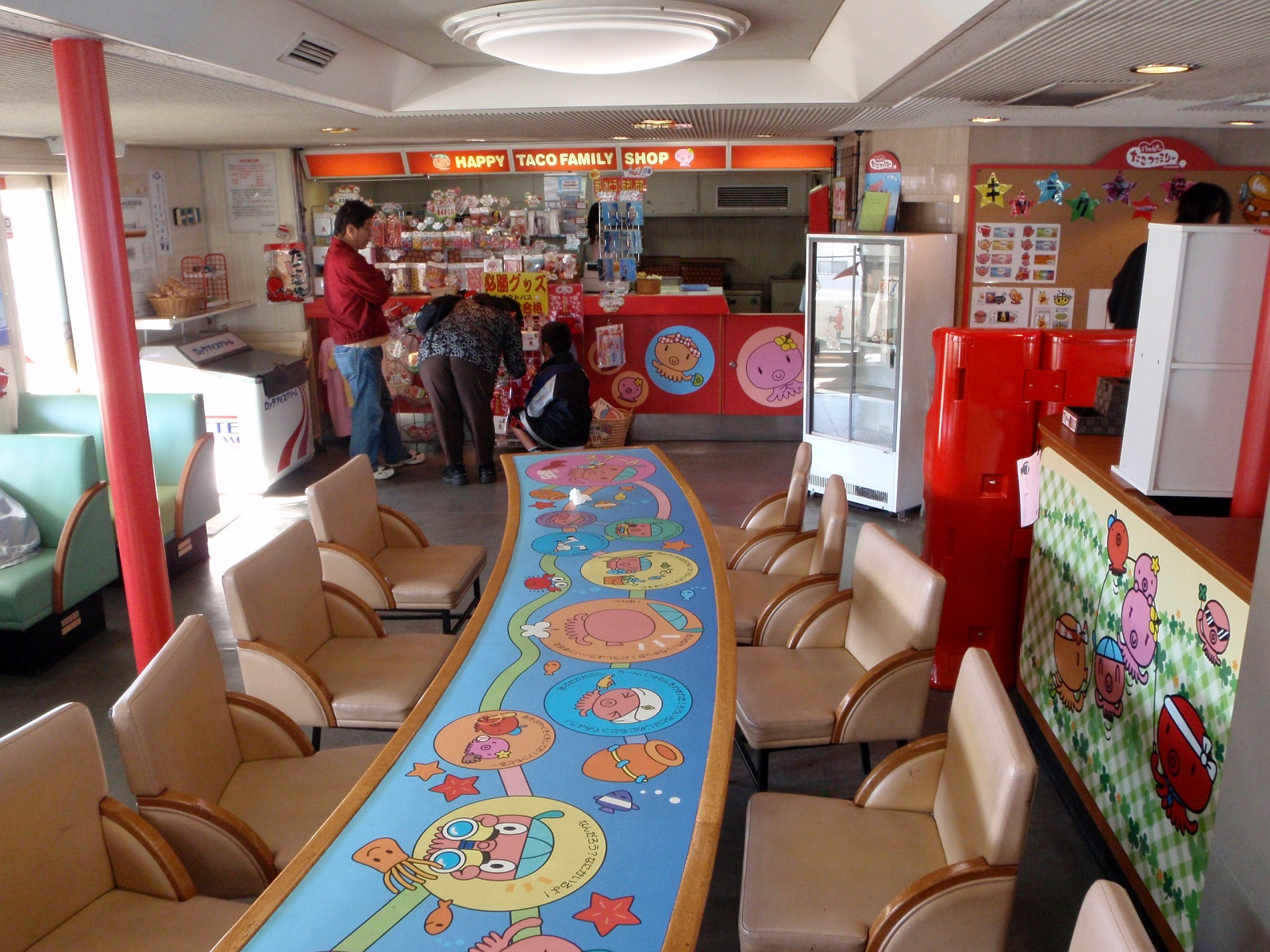
客室（売店付近）
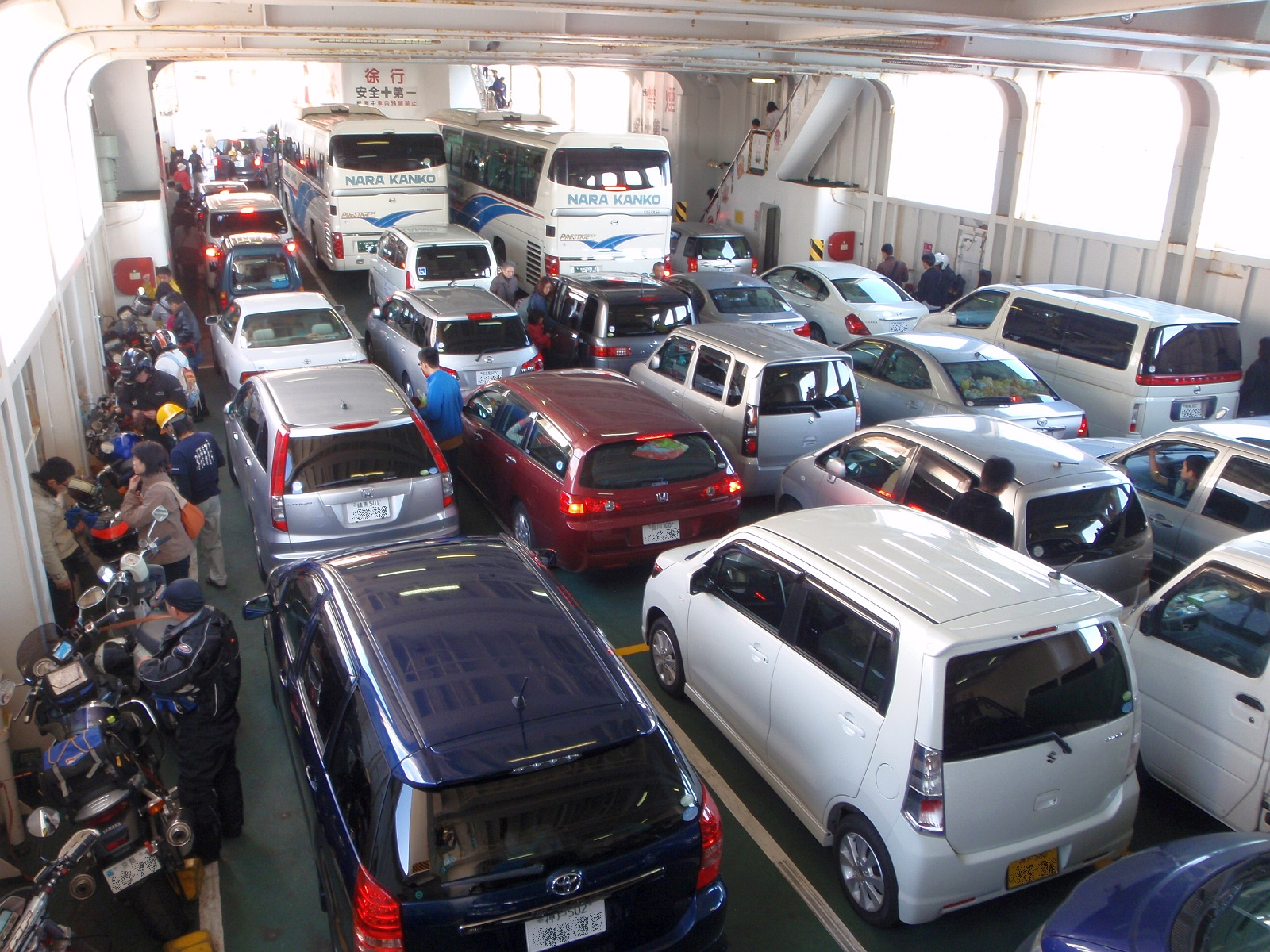
車両甲板

## 乗り場への交通
明石港
- 山陽電気鉄道山陽明石駅・JR西日本明石駅から徒歩。
- 最寄りのバス停は「銀座」である。

岩屋港
- 港内の淡路ジェノバライン乗場および、隣接する岩屋バスターミナルから徒歩。
- 最寄りのバス停は「片浜」である。

## イメージソング
- 『たこフェリー音頭』 - 河内家菊水丸が歌う河内音頭風のイメージソング。CMソングとして使われた。
- 『パパたこイエー!!』 - ワタナベフラワーが歌うイメージソング。